# Emberizoides
Emberizoides – rodzaj ptaków z rodziny tanagrowatych (Thraupidae).

## Występowanie
Rodzaj obejmuje gatunki występujące w Ameryce Południowej i Centralnej.

## Morfologia
Długość ciała 20–22 cm, masa ciała 18,5–36,6 g.

## Systematyka

### Etymologia
Rodzaj Emberiza Linnaeus, 1758; greckie -οιδης -oidēs – „przypominający”.

### Gatunek typowy
Emberizoides marginalis Temminck = Sylvia herbicola Vieillot

### Podział systematyczny
Do rodzaju należą następujące gatunki:
- Emberizoides ypiranganus (von Ihering,H, & von Ihering,R, 1907) – trznadlówka mała
- Emberizoides herbicola (Vieillot, 1817) – trznadlówka ostrosterna
- Emberizoides duidae Chapman, 1929 – trznadlówka duża